# Леандро Алмейда
Леа́ндро Алме́йда да Сі́лва (порт. Leandro Almeida da Silva, *14 березня 1987; Белу-Оризонті, Бразилія) — бразильський футболіст, захисник бразильського клубу «Палмейрас».

## Біографія
Вихованець школи клубу «Атлетіко Мінейру». Після її закінчення Леандро підписав з клубом перший професійний контракт і незабаром дебютував в чемпіонаті Бразилії 2 червня 2006 року в матчі з «Атлетіко Паранаенсе», який закінчився внічию 1:1. Трохи більше ніж через рік, 8 вересня 2007 року, він забив свій перший гол в бразильській Серії А, відзначившись у грі проти «Фігейренсе» (1:2). У тому ж році він виграв свій перший титул ставши чемпіоном штату Мінас-Жерайс, а наступного сезону став капітаном команди. В «Атлетіко» був гравцем основного складу команди, часто виконував обов'язки капітана. Також був штатним пенальтистом. У складі бразильського клубу провів 101 матч, забив 14 м'ячів.

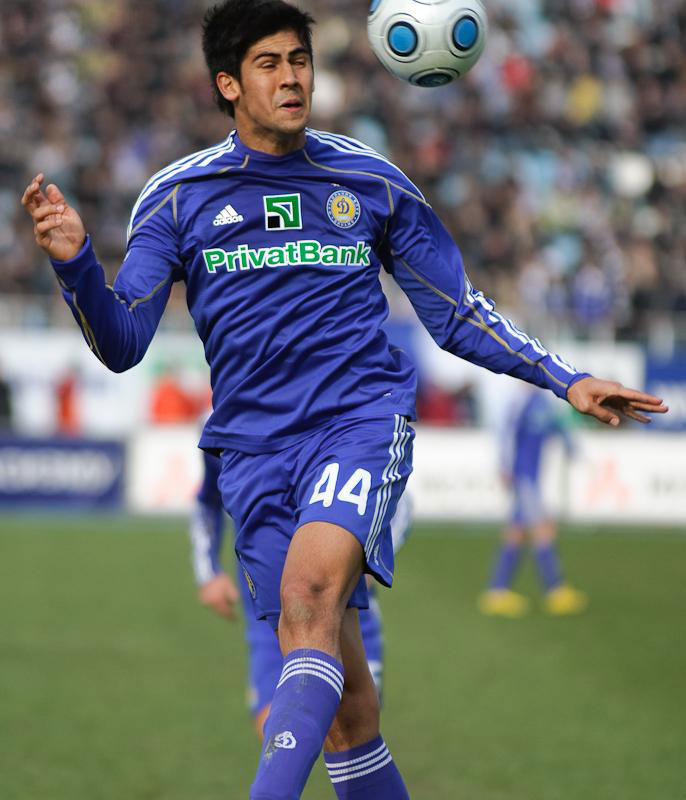
Леандро Алмейда під час виступів за «Динамо». 28 березня 2010 року

28 червня 2009 року підписав контракт з «Динамо» (Київ) на п'ять років. У «Динамо» вибрав собі номер 44. Дебютував за киян 23 серпня 2009 в матчі чемпіонату України проти «Ворскла» (1:1).
Перші півроку в складі «біло-синіх» стали для бразильця також дебютними в Лізі чемпіонів, де Алмейда грав і проти «Барселони». Проте в «Динамо» стати основним Алмейда не зміг, граючи переважно на підміні основних центрбеків. Найчастіше Леандро виходив на поле, коли були травмовані його конкуренти по позиції — Тарас Михалик, Аїла Юссуф, Євген Хачеріді та Бетао.
22 січня 2013 року, після 3,5 років виступів у Києві, Леандро Алмейда повернувся на Батьківщину, де став захищати кольори клубу «Корітіба», з яким підписав контракт на три роки, а «Динамо» зберегло 50 % прав на футболіста..
В червні 2015 року перейшов у «Палмейрас», підписавши контракт на 4 роки. Повідомлялось, що сума трансферу склала близько 980 тис. доларів, відповідно, половину коштів (490 тис. доларів) отримав «Динамо».

## Досягнення
- Чемпіон Ліги Мінейру: 2007
- Володар Суперкубка України: 2011
- Чемпіон Ліги Паранаенсе: 2013
- Чемпіон Мальти: 2021-22